# 황범
황범은 대한민국 KNN의 아나운서이다.